# Рега (коммуна)
Рега́ (фр. Régat) — коммуна во Франции, находится в регионе Юг — Пиренеи. Департамент коммуны — Арьеж. Входит в состав кантона Мирпуа. Округ коммуны — Сен-Жирон.
Код INSEE коммуны — 09243.

## Население
Население коммуны на 2008 год составляло 81 человек.
| 1962 | 1968 | 1975 | 1982 | 1990 | 1999 | 2008 |
| ---- | ---- | ---- | ---- | ---- | ---- | ---- |
| 23   | 29   | 29   | 50   | 56   | 62   | 81   |

## Экономика
В 2007 году среди 58 человек в трудоспособном возрасте (15—64 лет) 43 были экономически активными, 15 — неактивными (показатель активности 74,1 %, в 1999 году было 66,7 %). Из 43 активных работали 39 человек (21 мужчина и 18 женщин), безработных было 4 (1 мужчина и 3 женщины). Среди 15 неактивных 4 человека были учениками или студентами, 8 — пенсионерами, 3 были неактивными по другим причинам.